# Anatole Dauman
Anatole Dauman (ur. 7 lutego 1925 r. w Warszawie, zm. 8 kwietnia 1998 r. w Paryżu) – francuski producent filmowy pochodzenia polsko-żydowskiego, producent m.in. nagrodzonego Oscarem filmu Blaszany bębenek.